# Joel Parra
Pour les articles homonymes, voir Parra (homonymie).
Joel Parra est un joueur professionnel espagnol de basket-ball né le 4 avril 2000 à Barcelone en Espagne.

## Biographie

### Carrière en Espagne
Joel Parra découvre le basket-ball dans les équipes de jeunes de la Joventut Badalona qu'il intègre en 2005. Il dispute son premier match en championnat d'Espagne avec ce club lors de la saison 2017-2018. Il est ensuite prêté une saison au Club Bàsquet Prat avant de revenir à Badalone. En juin 2021, alors que le joueur est sous contrat jusqu'en 2023, il signe une extension de deux saisons avec son club. L'année suivante, il est désigné meilleur jeune joueur de Liga ACB. Il arrive en tête des votes des supporters, joueurs et journalistes et second du vote des entraîneurs. Cette récompense illustre la progression du joueur durant la saison.
À l'été 2023, Parra est recruté par le club rival du FC Barcelone qui paie sa clause libératoire évaluée à un million d'euros. Le joueur dispose d'un contrat jusqu'en 2027. Le changement de club de Parra lui permet de découvrir l'Euroligue.

### Carrière en équipe nationale
Joel Parra est sélectionné en équipe nationale des moins de 16 ans, des moins de 18 ans et des moins de 20 ans et obtient avec ces sélections des résultats au niveau continental. Médaillé d'or au Championnat d'Europe des moins de 16 ans en 2016, il est ensuite médaillé d'argent au Championnat d'Europe des moins de 18 ans en 2017 puis au Championnat d'Europe des moins de 20 ans en 2019.
Il fait partie de la sélection espagnole constituée pour le Championnat d'Europe en 2022. L'équipe d'Espagne remporte cette compétition après avoir dominé la France en finale. Il est ensuite sélectionné pour la Coupe du monde 2023 où l'Espagne termine neuvième. Il n'est pas retenu par le sélectionneur Sergio Scariolo pour les Jeux olympiques de 2024. Cet échec amène le joueur à se remettre en question et à entamer un travail de transformation physique avec renforcement musculaire, perte de poids et meilleure nutrition.

## Palmarès

### En sélection
En catégorie moins de 16 ans :
- Médaille d'or au Championnat d'Europe des moins de 16 ans en 2016.

En catégorie moins de 18 ans :
- Médaille d'argent au Championnat d'Europe des moins de 18 ans en 2017.

En catégorie moins de 20 ans :
- Médaille d'argent au Championnat d'Europe des moins de 20 ans en 2019.

En sélection nationale :
- Médaille d'or au Championnat d'Europe en 2022.

## Distinctions individuelles
- Meilleur jeune joueur de Liga ACB en 2021-2022[2].
- Membre du cinq majeur jeunes de Liga ACB en 2021-2022[2].